# Двухцветная пеламида
Двухцве́тная пелами́да, или желтобрюхая пеламида (лат. Hydrophis platurus), — вид морских змей из семейства аспидов. Ранее выделялся в монотипический род пеламид, сейчас же относится к роду ластохвостов.
Длина не превышает 1 м. Туловище ремневидное, уплощённое с боков, плавно переходит в плоский, веслообразный, закруглённый на конце хвост. Тело покрыто мелкой прилегающей чешуёй, на верхней части головы щитки крупные. Окраска контрастная, может сильно варьировать. Обычный вариант окраски: верх тела тёмно-бурый, низ — светло-жёлтый, хвост светлый с крупными тёмными пятнами.
Пелагический вид, обитающий в открытом море, встречается также в прибрежных районах. Всю жизнь змея проводит в воде, на сушу никогда не выходит. Укрывается среди плавника и водорослей, подкарауливая добычу, которую убивает ядом. Питается рыбой и осьминогами. Рожает 3—8 детёнышей длиной около 25 см. Линяет, свиваясь в тугой узел и как бы выдавливая себя из старой кожи. Остропахучие выделения анальных желёз пеламид отпугивают врагов.
Распространена в Индийском и Тихом океанах от мыса Доброй Надежды и Новой Зеландии на юге до Японии на севере. В водах России встречается в Японском море.